# Firozabad
Firozabad är en stad i den indiska delstaten Uttar Pradesh, och är administrativ huvudort för distriktet Firozabad. Folkmängden uppgick till 604 214 invånare vid folkräkningen 2011. Staden grundades på 1300-talet av sultanen Firuz Shah och hette Chandwar Nagar fram till 1566, då staden fick sitt nuvarande namn. Firozabad är känd för sin glasindustri. 